# Arthur Werner
Arthur Werner, född den 15 april 1877 i Berlin, död den 27 juli 1967, var Berlins förste överborgmästare efter andra världskriget.
Efter att ha tagit studenten inledde Arthur Werner juridikstudier vid Berlins universitet men övergick sedan till att studera vid tekniska högskolan i Charlottenburg (numera Technische Universität Berlin). 1907 blev han diplomingenjör och startade en privat teknikerskola. 1912 promoverades han till doktoringenjör" vid tekniska högskolan i Danzig. Efter militärtjänstgöring i första världskriget, under vilken han blev svårt skadad 1916, fortsatte han att driva sin skola. 1942 tvangs han emellertid avsluta sin lärargärning, eftersom han också utbildade judiska tekniker.
Den 17 maj 1945 blev den partilöse Arthur Werner utsedd till överborgmästare för Berlin av den sovjetiske kommendanten, ett beslut som senare bekräftades av den Allierade kommendanturen när denna hade kommit på plats. Efter de första fria valen i Berlin den 20 oktober 1946 avgick Arthur Werner och lämnade över till SPD-politikern Otto Ostrowski.